# 米切爾峰
米切爾峰（英語：Mount Mitchell）是阿巴拉契亞山脈和北美洲東部（不包括島上的高峰）最高的山峰，也是美國在1845年德克薩斯州加入前的最高點。南達科他州布拉克山的哈尼峰是北美洲較聖米切爾峰稍高的山峰。
聖米切爾峰屬於黑山山脈，鄰近北卡羅萊納州揚西縣的伯恩斯維爾，離阿什维尔東北約32公里，在米切爾山州立公園範圍內，被皮斯加国家森林包围。
北卡罗来纳大学教堂山分校教授伊萊沙·米切爾在1835年決定要攀上山峰，卻於1857年在米歇爾瀑布失足跌死，山峰也因他而命名。